# Џулијан (Небраска)
Џулијан (енгл. Julian) град је у америчкој савезној држави Небраска.

## Демографија
По попису из 2010. године број становника је 59, што је 4 (-6,3%) становника мање него 2000. године.
| Група             | 2000.       | 2010.      |
| Белци             | 63 (100,0%) | 57 (96,6%) |
| Афроамериканци    | 0 (0,0%)    | 0 (0,0%)   |
| Азијати           | 0 (0,0%)    | 0 (0,0%)   |
| Хиспаноамериканци | 0 (0,0%)    | 1 (1,7%)   |
| Укупно            | 63          | 59         |